# Karim Haggui
Karim Haggui (Kasserine, Túnez, 20 de enero de 1984) es un exfutbolista tunecino que jugaba de defensa.

## Selección nacional
Fue internacional con la selección de fútbol de Túnez en 82 ocasiones y anotó 5 goles.

### Participaciones en Copas del Mundo
| Mundial                        | Sede     | Resultado    |
| ------------------------------ | -------- | ------------ |
| Copa Mundial de Fútbol de 2006 | Alemania | Primera fase |

## Clubes
| Club                | País     | Año       |
| ------------------- | -------- | --------- |
| Étoile du Sahel     | Túnez    | 2002-2004 |
| R. C. Estrasburgo   | Francia  | 2004-2006 |
| Bayer 04 Leverkusen | Alemania | 2006-2009 |
| Hannover 96         | Alemania | 2009-2013 |
| VfB Stuttgart       | Alemania | 2013-2015 |
| Fortuna Düsseldorf  | Alemania | 2015-2016 |
| F. C. St. Gallen    | Suiza    | 2016-2018 |

## Palmarés

### Títulos nacionales
| Título                     | Club              | País    | Año  |
| -------------------------- | ----------------- | ------- | ---- |
| Copa de la Liga de Francia | R. C. Estrasburgo | Francia | 2005 |

### Títulos internacionales
| Título                    | Club (*) | País  | Año  |
| ------------------------- | -------- | ----- | ---- |
| Copa Africana de Naciones | Túnez    | Túnez | 2004 |

(*) Incluyendo la selección.